# Isabel Pantoja
María Isabel Pantoja Martín (født 2. august 1956) er en moderne spansk sanger, blev født i Triana-kvarteret i Sevilla, Spanien. Hun har udgivet mere end et dusin albums gennem en karriere, der spænder over mange årtier, for det meste af Copla genre, og er kendt for sin særprægede andalusiske stil.

## Diskografi
- 1974 – Fue por tu voz
- 1975 – Que dile y dile
- 1976 – Niña Isabela
- 1978 – Y no estaba muerto, no, no
- 1979 – 22 abriles tengo
- 1981 – Al Alimón
- 1981 – Amante, amante
- 1982 – ¡Viva Triana!
- 1983 – Cambiar por ti
- 1985 – Marinero de luces
- 1987 – Tú serás mi Navidad
- 1988 – Desde Andalucía
- 1989 – Se me enamora el alma
- 1990 – La canción española
- 1992 – Corazón herido
- 1993 – De nadie
- 1996 – Amor eterno
- 1998 – Veneno
- 1999 – A tu vera
- 2002 – Donde el corazón me lleve
- 2003 – Soy como soy: grandes éxitos
- 2003 – Mi Navidad flamenca
- 2004 – Buena suerte
- 2005 – By Pumpin' Dolls
- 2005 – Sinfonía de la copla
- 2005 – Mi canción de Navidad
- 2006 – 10 boleros y una canción de amor
- 2010 – Isabel Pantoja (Spanish title) / Encuentro (Latinamerikansk titel)
- 2016 – Hasta que se apague el sol
- 2020 - Canciones que me gustan